# Cleretum papulosum
Cleretum papulosum är en isörtsväxtart. Cleretum papulosum ingår i släktet Cleretum, och familjen isörtsväxter.

## Underarter
Arten delas in i följande underarter:

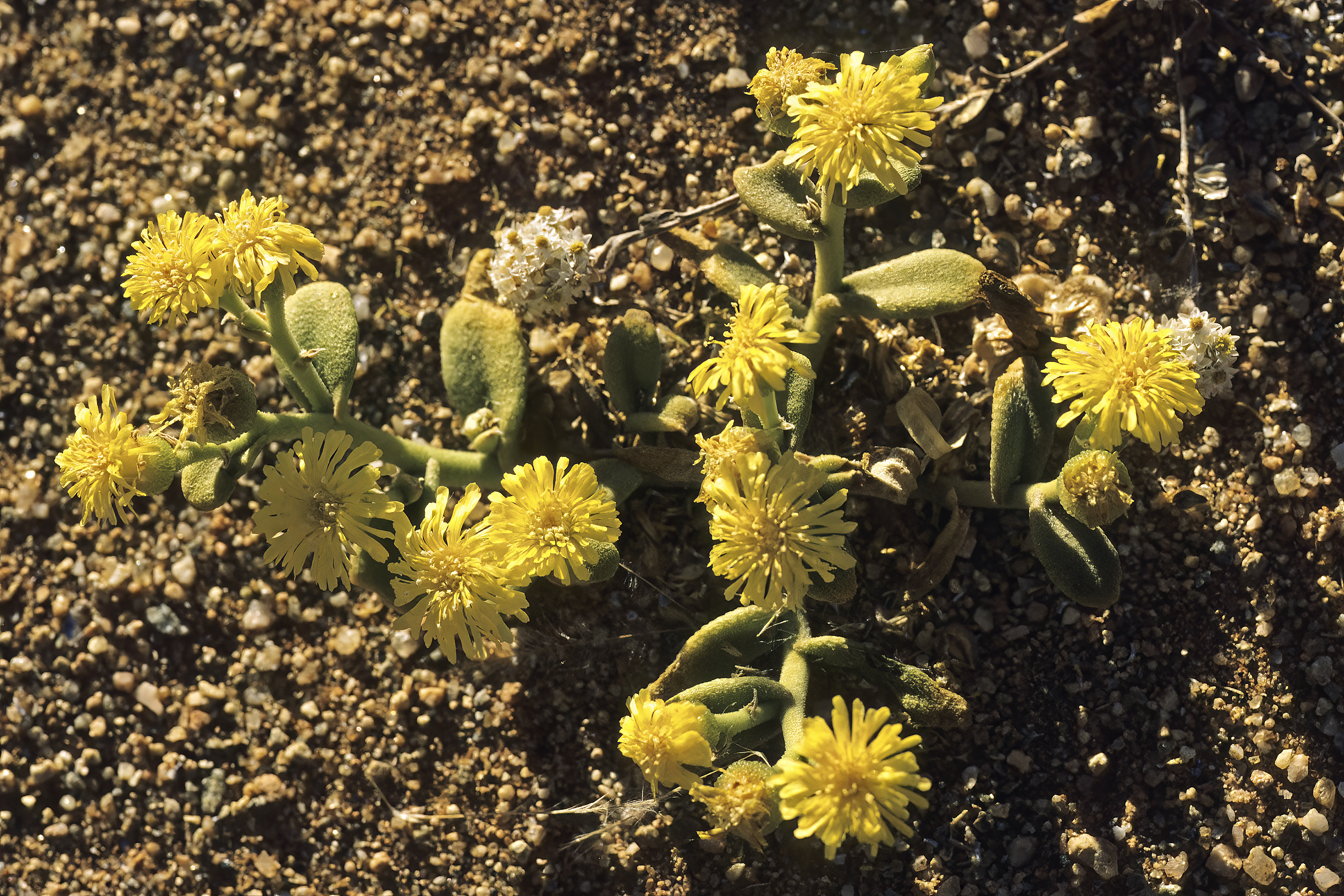
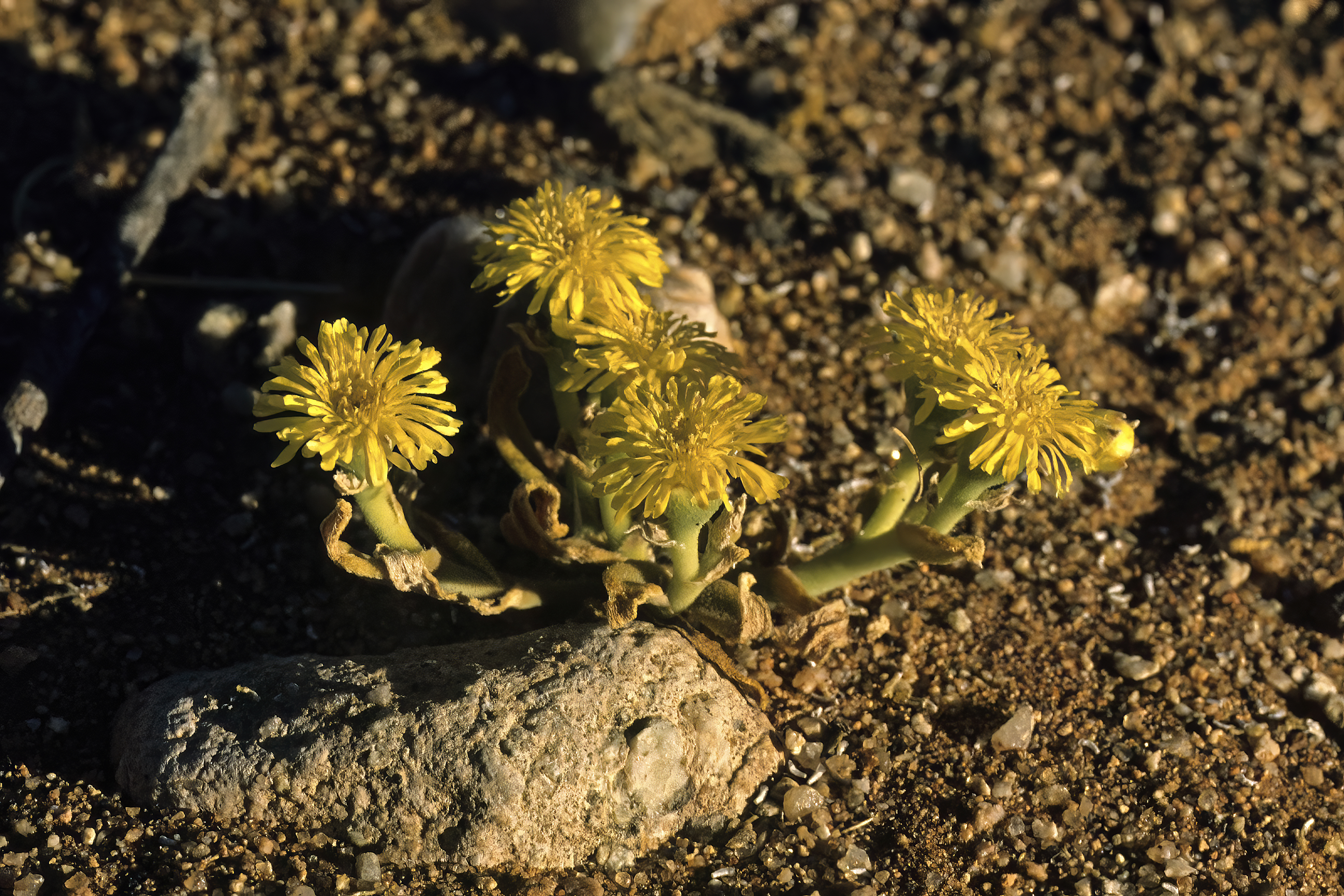
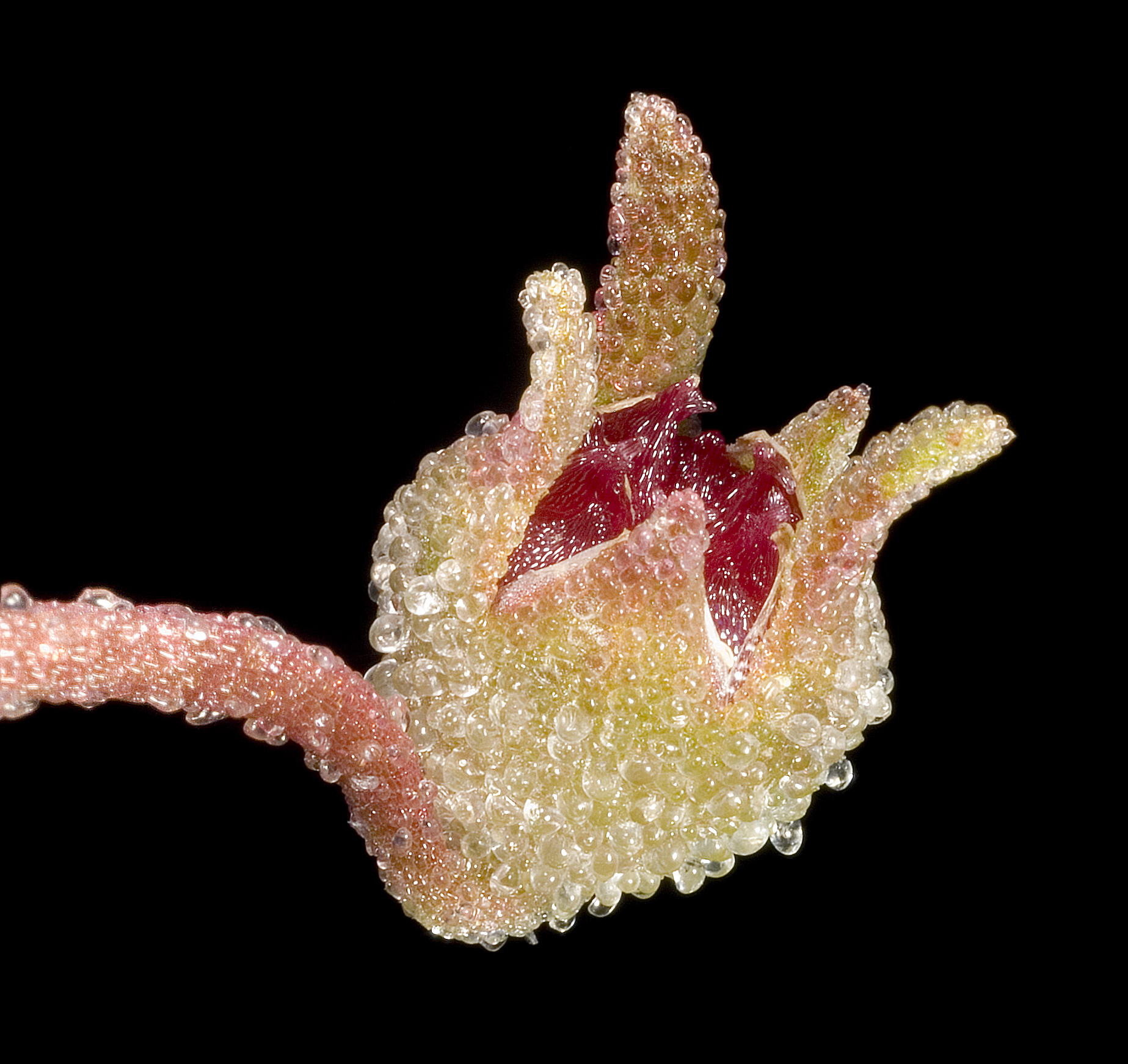

- C. p. papulosum
- C. p. schlechteri